# Erick Flores
Erick Flores Bonfim, detto Erick Flores (Rio de Janeiro, 30 aprile 1989), è un calciatore brasiliano, centrocampista del Boavista-RJ.

## Caratteristiche tecniche
Gioca come centrocampista offensivo, ma può fare anche la seconda punta.

## Carriera

### Club
Cresciuto nelle giovanili del Flamengo, è stato inserito in prima squadra durante la stagione 2007-2008 dal tecnico Caio Júnior. Ha debuttato contro l'Atlético Mineiro alla 10ª giornata. Nel 2009 Cuca, dopo un'ottima prestazione contro il Madureira, lo promuove tra i titolari nel Campionato Carioca.

## Palmarès

### Club

#### Competizioni statali
- Campionato Carioca: 1

Flamengo: 2009
- Taça Rio: 1

Flamengo: 2009
- Campionato Catarinense: 1

Avaí: 2012

#### Competizioni nazionali
- Campionato brasiliano: 1

Flamengo: 2009
- Coppa d'Albania: 1

Kukësi: 2015-2016